# Stadhuis van Charleroi

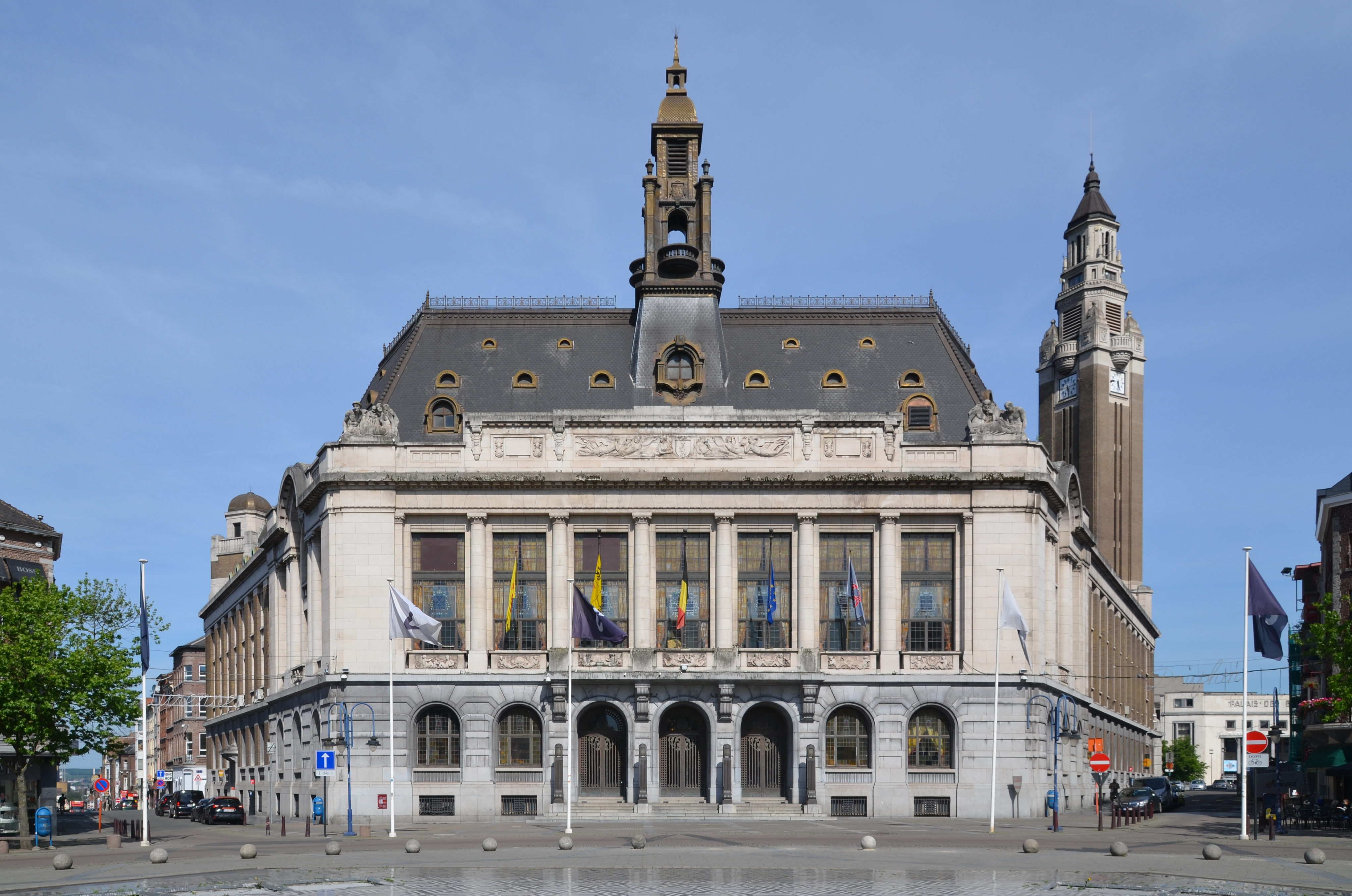
Stadhuis van Charleroi

Het Stadhuis van Charleroi is het monumentale gemeentehuis van de Belgische stad Charleroi. Het werd gebouw in 1936 in een bouwstijl die kenmerken van classicisme en art deco combineert. Het gebouw heeft een façade van 240 meter bestaande uit blauwe en witte natuursteen en rode baksteen, en is geflankeerd door het Belfort van Charleroi. Dit belfort behoort tot het UNESCO Werelderfgoed. Het stadhuis zelf is beschermd als patrimoine exceptionnel door een besluit van de Waals gewest.

## Interieur
In de hall staan vier standbeelden die vier industrietakken van Charleroi verbeelden: een glasblazer, een hoogovenarbeider, een mijnwerker en een elektro-mechanicus. 
Ook staan er de plaatselijke reuzen uitgestald. De zaal waar de gemeenteraad zetelt (la salle du Conseil) is getooid met drie luchters met kristal van Val-Saint-Lambert en zeven panelen in art-decostijl.